# Bernhard Fuchs (Fotograf)
Bernhard Fuchs (* 1971 in Haslach a.d. Mühl / Oberösterreich) ist ein österreichischer Fotograf.

## Leben
Bernhard Fuchs wuchs in Helfenberg in Oberösterreich auf und studierte von 1993 bis 1997 an der Kunstakademie Düsseldorf, ab 1994 bei Bernd Becher. 1997 bis 1999 absolvierte er ein Aufbaustudium mit Meisterschülerabschluss an der Hochschule für Grafik und Buchkunst Leipzig bei Timm Rautert.
Bernhard Fuchs lebt und arbeitet in Düsseldorf.
Bernhard Fuchs erhielt 2017 den Österreichischen Kunstpreis für Künstlerische Fotografie.

## Ausstellungen

### Einzelausstellungen
- 1996: Portraits, Westfälischer Kunstverein Münster
- 2000: Portraits in Farbe, Museum Folkwang, Essen
- 2004: Portraitfotografien 1994–2001, Museum für Gegenwartskunst Siegen
- 2006: Portraits und Autos, Landesgalerie Linz
- 2007: Autos und Portraits, Museum Ludwig Köln
- 2009: Straßen und Wege, Josef Albers Museum Quadrat Bottrop
- 2010: Porträts, Kunsthalle Krems
- 2012: Portraits/Autos/Straßen und Wege, Sprengel Museum Hannover
- 2014: Waldungen, Josef Albers Museum Quadrat Bottrop[2]
- 2015: Waldungen, Lentos Kunstmuseum Linz
- 2020: Mühl, Josef Albers Museum Quadrat Bottrop
- 2024: Hofau, Räume für Fotografie, Siza-Pavillon, Raketenstation Hombroich

### Ausstellungsbeteiligungen
- 1996: Manifesta 1, Chabot Museum Rotterdam
- 2000: How you look at it, Sprengel Museum, Hannover
- 2002: today till now – zeitgenössische Fotografie aus Düsseldorf, Museum Kunst Palast, Düsseldorf
- 2006: Who is the other, Galeria Zachęta, Warschau
- 2003: Landschaft, Kunsthalle Wilhelmshaven
- 2008: On the human being, Centro Andaluz de Arte Contemporaneo, Sevilla
- 2010: Der Rote Bulli, Stephen Shore und die neue Düsseldorfer Fotografie, NRW Forum, Düsseldorf
- 2012: Der Mensch und seine Objekte, Museum Folkwang, Essen
- 2015: Landscape in my mind, Bank Austria Kunstforum, Wien
- 2019: Über Leben am Land, Kunst Haus Wien
- 2020: Subjekt und Objekt.Foto Rhein Ruhr, Kunsthalle Düsseldorf
- 2022: Faces. Avedon bis Newton, Albertina modern, Wien

## Schriften
- Portrait Fotografien. Edition Fotohof, Salzburg 2003.
- Autos. Koenig Books, London 2006.
- Strassen und Wege. Koenig Books, London 2009.
- Höfe. Koenig Books, London 2011.
- Waldungen. Koenig Books, London 2014.
- Lot. Koenig Books, London 2018.
- Mühl. Koenig Books, London 2020.
- Heustock. Verlag der Buchhandlung Walther König, Köln 2025.

## Belege
1. ↑  Österreichischer Kunstpreis – Künstlerische Fotografie bei www.bmkoes.gv.at
2. ↑   Bernhard Fuchs. Waldungen 11. Mai bis 10. August 2014 (Memento vom 12. Mai 2014 im Internet Archive)

| Personendaten    | Personendaten             |
| ---------------- | ------------------------- |
| NAME             | Fuchs, Bernhard           |
| KURZBESCHREIBUNG | österreichischer Fotograf |
| GEBURTSDATUM     | 1971                      |
| GEBURTSORT       | Haslach an der Mühl       |